# Baskemölla
Baskemölla är tätort och fiskeläge i Simrishamns kommun i Skåne län, belägen på Österlen omkring 5 km norr om Simrishamn.
Baskemölla upphörde som tätort 2005 på grund av att andelen fritidshus blivit för stor. År 2010 blev Ekobyn, under namnet Baskemölla ängar, en egen småort. 2015 återfick orten sin status som tätort och kom då att omfatta både samhället och Ekobyn.

## Historia
Kring Baskemölla finns det spår av förhistoriska bosättningar från sten-, brons- och järnåldern.  Namnet Baskemölla, som uttalas med betoning på "mölla",  finns först nedtecknat 1525 i den danska Jordeboken. Namnet tolkas att det först avsett en vattenkvarn (mölla) där förleden (baska) troligen är ljudhärmande 'slå med vingarna i vattnet (om fåglar)'. År 1612 bytte den danske amiralen Jacob Beck till sig Gladsax hus i Gladsax län,  med tillhörande 119 hemman och 4 fiskelägen, varav ett var Basche Mölle.
På en karta över Skåne av Gerhard von Buhrman 1675,  beskrivs Baschemölle som "bysamhälle med gårdslägenheter" och byn som en "mjölqvarn" och inte ett fiskeläge, dock hade det ungefär 100 år tidigare fanns omkring 10 fiskare. 
År 1756 står det i kyrkoböckerna att det fanns 22 fiskare i Baskemölla. Mellan åren 1800 och 1860 växte Baskemölla mycket. År 1867 fanns det 60 yrkesutövande fiskare och invånarantalet var då 354 st fördelade på ett 80-tal hus och ett 10-tal gårdar.
Den bäck som utnyttjas av den ursprungliga kvarnen användes även från mitten av 1500-talet och framåt för vask- och stampverk vilka tillsammans benämndes Möllekillorna och där också bedrevs krogverksamhet. År 1737 byggdes en anläggning för att utvinna bly. Verksamheten omfattades av ett vaskverk och ett stampverk och samt en smältugn. Dess verksamhet upphörde 1746. Man hade då utvunnit ca 1,8 ton bly. 

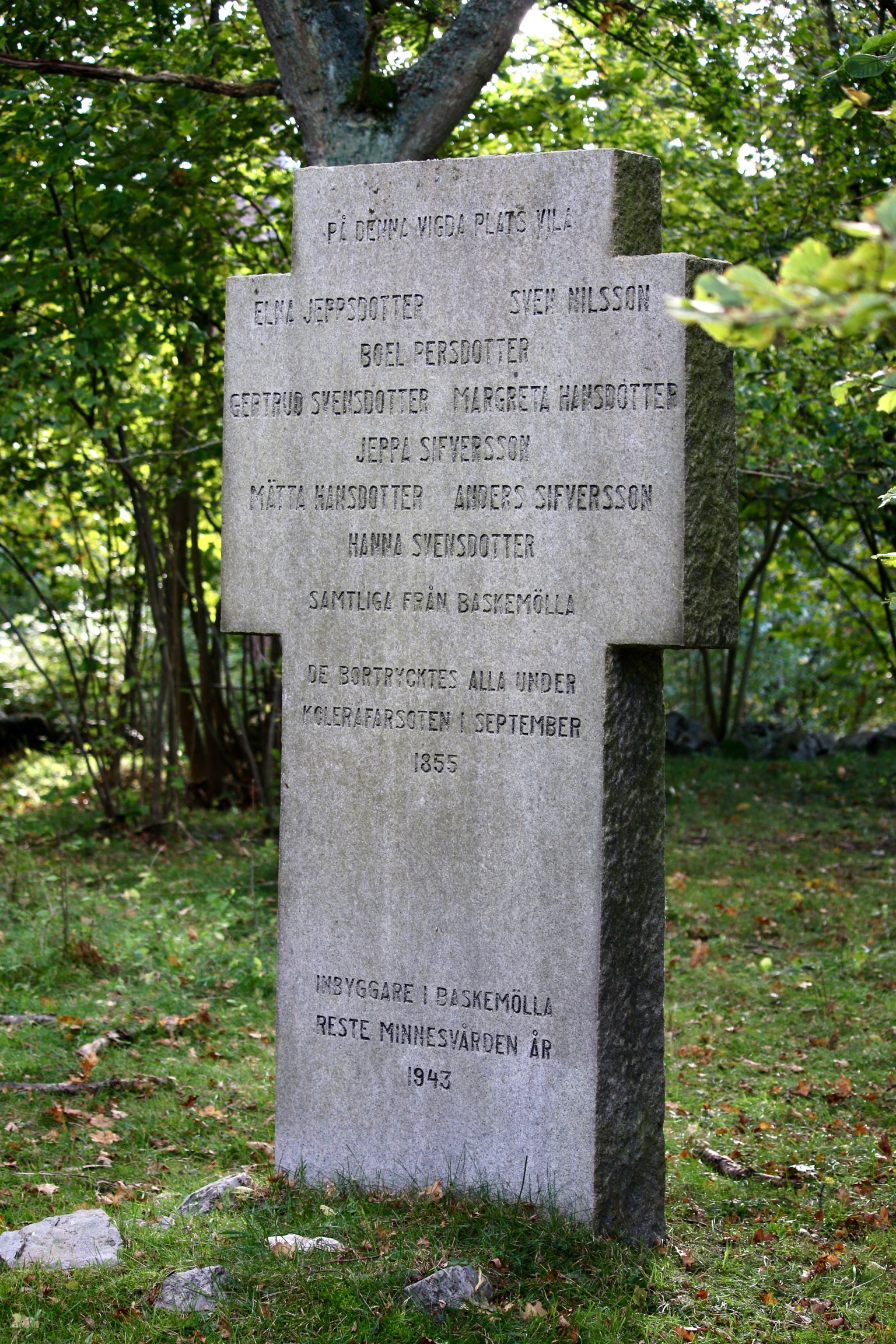
Minnesstenen från 1943 över de döda i kolera i Baskemölla

1855 slog koleran till i socknen. På en månad grävdes 10 gravar vid den tilltänkta kolerakyrkogården, i norra delen av Baskemölla, vid Oderbäcksravinen. 
Den 6 november 1876 gick en holländsk brigg med namnet "Tosca Helena" med åtta mans besättning under i en storm utanför Baskemölla. Dessa omkomna begravdes på Gladsax kyrkogård och de sex holländarna fick ge namnet åt en väg i fiskeläget: "Holländarevägen".
Tre stora bränder, 1889, 1894 och 1913, ödelade tillsammans nästan hela samhället. 1889 började branden i skolhuset och spred sig sedan snabbt på grund av den kraftiga blåsten från havet. 37 hus och 5 gårdar brann ner, och ett 50-tal familjer blev hemlösa.  Den andra branden inträffade den 11 april 1894. Då brann nästan hela den norra delen av samhället ner till grunden. Därefter återstod knappt ett tiotal hus från sent 1700-tal. 20 år senare, den 19 april 1913, brann nästan alla de äldsta husen ner till grunden. Endast två hus och en bondgård var kvar från tiden före år 1840.
Under slutet av 1800-talet inleddes emigrationen till USA, där många Baskemöllabor skaffade sig en favoritplats på Long Island utanför New York som hette Islip. Detta var, liksom Baskemölla, ett litet fiskeläge. Många av de som for dit återvände efter att de fått ihop lite pengar. 
I norra delen av fiskeläget invigdes 20 oktober 1927, efter insamling av ortsbor, ett mindre kapell, Baskemölla kapell, Sankt Tomas kapell.  I kapellet finns bland annat 2 skeppsmodeller. Det första skolhuset byggdes 1847 och låg på samma tomt där den nuvarande skolbyggnaden ligger. 1890 byggdes en ny, större skolbyggnad. Skolan las ner 1964 men skolbyggnaden står kvar och används som galleri och café under påsk och sommarmånaderna.
Baskemölla var och är beläget i Gladsax socken och ingick efter kommunreformen 1862 i Gladsax landskommun. Där inrättades för orten 17 maj 1889 Baskemölla municipalsamhälle som upplöstes 1952 när landskommunen och orten uppgick i Simrishamns stad, som sedan 1971 ombildades till Simrishamns kommun. 

### Befolkningsutveckling

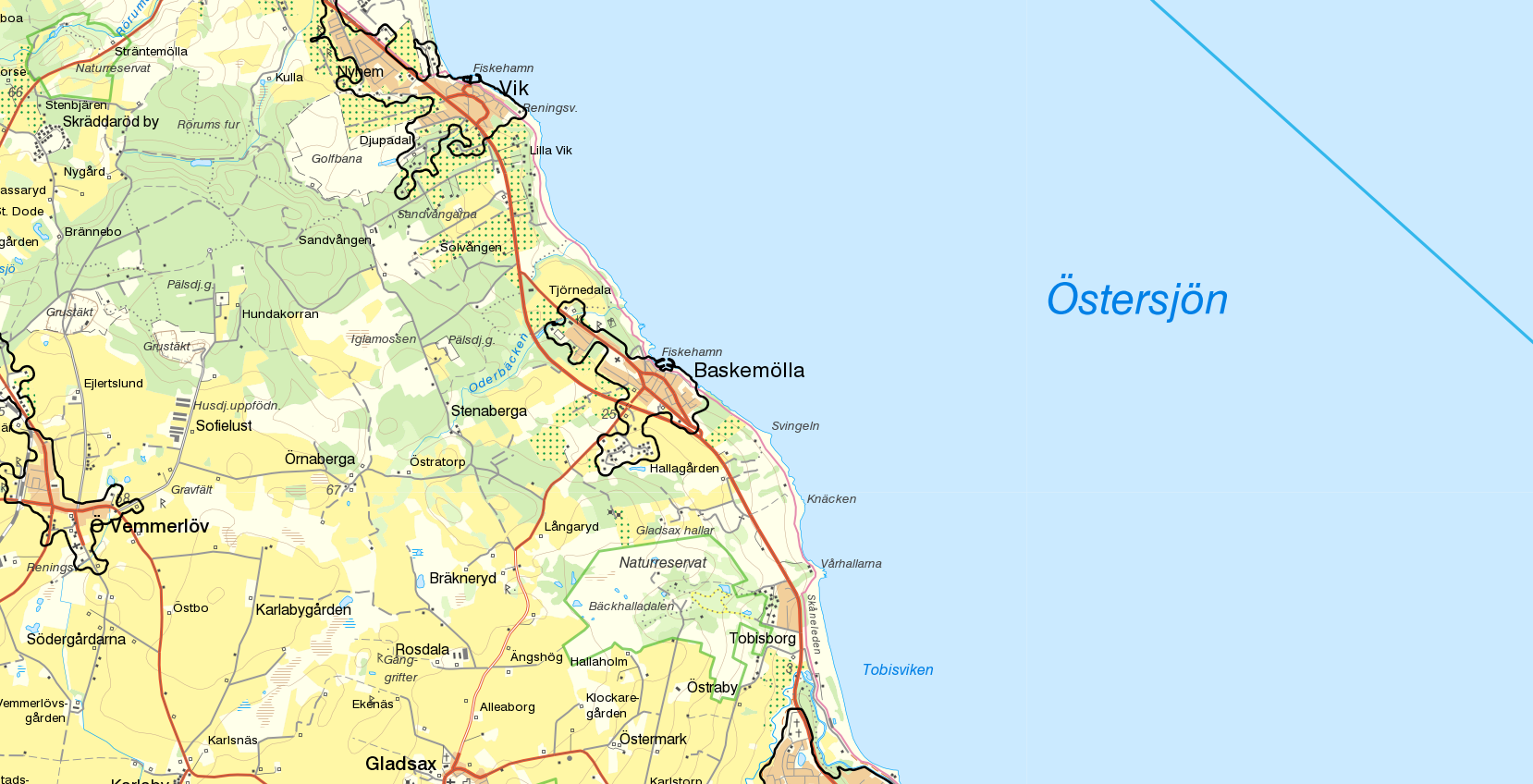
Baskemölla tätort 2015

| Befolkningsutvecklingen i Baskemölla 1900–2020 | Befolkningsutvecklingen i Baskemölla 1900–2020 | Befolkningsutvecklingen i Baskemölla 1900–2020 | Befolkningsutvecklingen i Baskemölla 1900–2020 | Befolkningsutvecklingen i Baskemölla 1900–2020 |
| --- | ---------------------------------------------- | ---------------------------------------------- | ---------------------------------------------- | ---------------------------------------------- |
| |                                                |                                                |                                                |                                                |
| År |                                                |                                                | Folkmängd                                      | Areal (ha)                                     |
| 1900 | 1900                                           |                                                | 396                                            | †                                              |
| 1960 | 1960                                           |                                                | 328                                            |                                                |
| 1965 | 1965                                           |                                                | 276                                            |                                                |
| 1970 | 1970                                           |                                                | 258                                            |                                                |
| 1975 | 1975                                           |                                                | 272                                            |                                                |
| 1980 | 1980                                           |                                                | 265                                            |                                                |
| 1990 | 1990                                           |                                                | 274                                            | 36                                             |
| 1995 | 1995                                           |                                                | 247                                            | 36                                             |
| 2000 | 2000                                           |                                                | 227                                            | 36                                             |
| 2005 | 2005                                           |                                                | 237                                            | 34#                                            |
| 2010 | 2010                                           |                                                | 230                                            | 34#                                            |
| 2015 | 2015                                           |                                                | 297                                            | 68                                             |
| 2020 | 2020                                           |                                                | 322                                            | 75                                             |
| Anm.: Ny småort 2005. 2005–2010 var andelen fritidshus för stor för att orten skulle räknas som tätort. Åter tätort 2015. † Befolkning runt ett municipalsamhälle 1900. # Som småort. |                                                |                                                |                                                |                                                |

| Befolkningsutvecklingen i Baskemölla ängar 2010–2010   | Befolkningsutvecklingen i Baskemölla ängar 2010–2010 | Befolkningsutvecklingen i Baskemölla ängar 2010–2010 | Befolkningsutvecklingen i Baskemölla ängar 2010–2010 | Befolkningsutvecklingen i Baskemölla ängar 2010–2010 |
| ------------------------------------------------------ | ---------------------------------------------------- | ---------------------------------------------------- | ---------------------------------------------------- | ---------------------------------------------------- |
|                                                        |                                                      |                                                      |                                                      |                                                      |
| År                                                     |                                                      |                                                      | Folkmängd                                            | Areal (ha)                                           |
| 2010                                                   | 2010                                                 |                                                      | 69                                                   | 6#                                                   |
| Anm.: Sammanvuxen med "Baskemölla" 2015. # Som småort. |                                                      |                                                      |                                                      |                                                      |

## Ekobyn/Baskemölla ängar

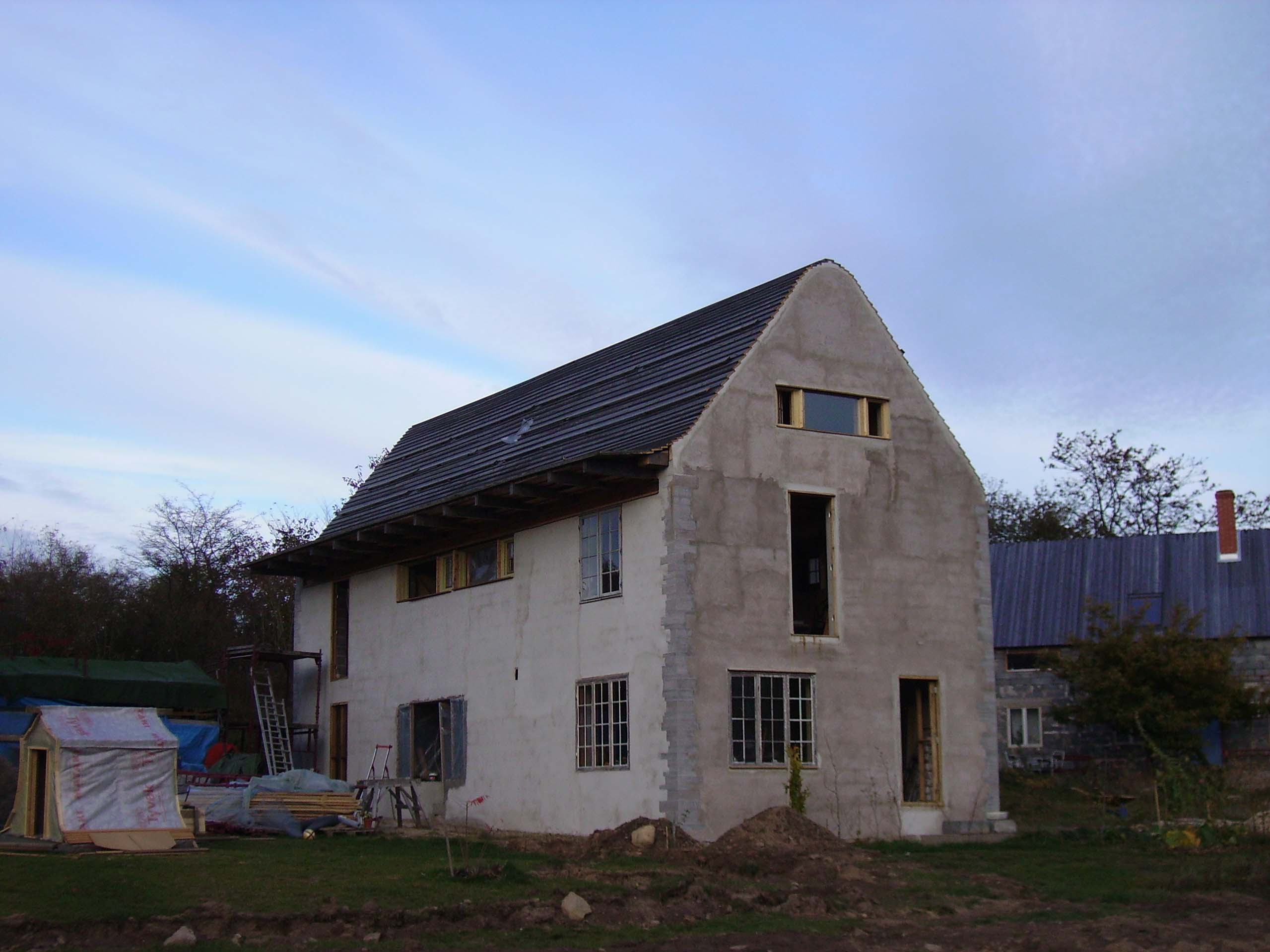
Ekobyn i Baskemölla

Artisten Owe Thörnqvist föreslog i slutet av 1980 att en ekoby skulle anläggas i Baskemölla. Tanken var först att ekobyn skulle ligga mittemot vandrarhemmet invid Tjörnedalagården som ligger i norra delen av Baskemölla, men efter diskussioner förordade Simrishamns kommun istället 22,5 hektar mark väster om byn på den plats som idag kallas Baskemölla ängar. Det första spadtaget togs 2001 och i januari 2010 stod 19 hus i färdiga, och en bondgård var under uppförande. Byn har som intention ha plats för ungefär 25 hus.
Ekobyn drivs av en ekonomisk förening och medlemmarna äger marken tillsammans. Den tomt man bygger sitt hus på arrenderar man sedan av föreningen. Ekobyns mål är att så långt som möjligt vara självförsörjande. Det man odlar skall användas av de boende i ekobyn. Man skall hålla sig med djur, fruktbärande träd och buskar, rotfrukter och säd. Odlingen skall uteslutande byggas på permakulturens principer och ekologisk / biodynamisk odling. Husen byggs av lecablock, lera, kogödsel och jord samt trä. Isoleringsmaterial skall även vara ekologiskt nedbrytbara. 
I byn finns en Waldorfförskola, arkitektbyråer, Yogakurscenter och keramikverkstad.

## Näringsliv
Fisket har spelat ut sin roll i fiskeläget efter sin storhetstid från 1900-talets början och fram till slutet av 1960-talet. Turismen har därefter blivit samhällets huvudnäring, och många hus har köpts av sommarboende.

## Konstnärer och Baskemölla i litteraturen

### Konstnärer
Många konstnärer har besökt och uppehållit sig i Baskemölla under sommarmånaderna. Bland de mest kända var Gösta Adrian Nilsson, det vill säga GAN, (1884-1965), August Hagborg (1852–1921), Edvin Ollers (1888–1959), Svante Bergh (1885–1946), Gottfrid Olsson (1890–1979), Sven Erixson (1899-1970), Bror Ljunggren (1884-1939), Frans Berg (1892-1949), Henry Mayne (1891-1975), Hugo Zuhr (1895-1971), Albert Krüger (1885-1965), Richard Björklund (1897-1974) och hos Kristina på Norrekrok där Ellen Trotzig (1878-1949) bodde under några sommarmånader. 
Idag bor i Baskemölla bland andra Rolf Ahlberg (1932- ) och Anders Wingård (1946-).

### Baskemölla i litteraturen
En handfull författare har i modern tid skildrat Baskemölla och dess miljö och människor. Filmregissören Bo Widerberg skriver t.ex. i sin roman Den gröna draken från 1959 om Ahlbergs kavring. Författaren Tomas Löfström med Österlen-landskapet i litteraturen har bland annat skrivit om Baskemölla och Staffan Bengtsson gav 1979 ut diktsamlingen Ankomst Österlen.

### Idrott
Fotbollsföreningen Baskemölla IF  startade 9 juli 1929. Under 1970-80 talen bedrevs även verksamhet med bordtennis där EM världsmästaren Marie Svensson fostrades.

## Hembygdsföreningen
Föreningen bildades 1986 och har till uppgift att återuppliva och "vårda" gamla traditioner, att värna om samhällets miljö och att "främja" gemenskapen mellan samhällsborna. Föreningen äger två fastigheter, en ålabod det vill säga Kråsebo som ligger i södra delen av fiskeläget och en fiskarlänga vid Kullagatan..